# (3659) Bellingshausen
(3659) Bellingshausen es un asteroide perteneciente al cinturón de asteroides, descubierto el 8 de octubre de 1969 por la astrónoma soviética Liudmila Chernyj desde el Observatorio Astrofísico de Crimea (República de Crimea, Rusia).

## Designación y nombre
Designado provisionalmente como 1969 TE2. Fue nombrado en homenaje al almirante ruso y explorador antártico Fabian Gottlieb von Bellingshausen.